# XXXVIe congrès du Parti communiste français
Le XXXVIe congrès du PCF s'est tenu à Aubervilliers du 7 au 10 février 2013.

## Contexte
Le 36e congrès du PCF s'ouvre dans un contexte inédit. L'aggravation de la crise économique au niveau européen a plongé plusieurs pays dans la récession et les politiques d'austérité appliquées par les divers gouvernements ont provoqué une explosion des luttes sociales, notamment en Grèce, en Espagne et au Portugal.
En France, la droite a perdu le pouvoir et c'est désormais le Parti socialiste qui est aux affaires, sans participation des communistes, contrairement à la période de la gauche plurielle (1997-2002). Le bon score réalisé par le candidat du Front de gauche Jean-Luc Mélenchon (soutenu par le PCF) à l'élection présidentielle, ainsi que l'arrivée de plusieurs milliers de jeunes militants, semblent avoir inversé la tendance au déclin du PCF constatée depuis l'élection présidentielle de 1981.

## Calendrier
- 13 septembre 2012 : ouverture de la phase des contributions. Chaque adhérent du parti peut publier une contribution librement sur le site internet du PCF.
- 13 et 14 octobre 2012 : vote de la proposition de base commune par le Conseil National (CN).
- 17 novembre 2012 : date limite de dépôt des textes alternatifs.
- 21 novembre 2012 : vote du CN sur la proposition de modification des statuts du PCF.
- 14 et 15 décembre 2012 : vote de tous les adhérents pour choisir la base commune.
- Du 17 décembre 2012 au 25 janvier 2013 : congrès de section.
- Du 26 janvier 2013 au 3 février 2013 : congrès départementaux.
- Du 7 au 10 février 2013 : congrès national à Aubervilliers.

## Textes soumis au vote des communistes

### Les textes

#### La base commune
Le Conseil National du PCF réuni les 13 et 14 octobre 2012 adopte un projet de base commune qui est publié le 15. Le texte s'intitule : « Il est grand temps de rallumer les étoiles », d'après un vers du poète Guillaume Apollinaire. Visible ici.
Le lendemain, le réseau Renforcer le PCF, renouer avec le marxisme (soutenu par l'association La Riposte) publie une proposition de texte alternatif intitulée « Combattre l'austérité, en finir avec le capitalisme ». Visible ici.
Le 17 octobre 2012, une partie du réseau Faire Vivre et Renforcer le PCF, menée entre autres par Marie-Christine Burricand du Rhône, Paul Barbazange de l'Herault, et Jean-Jacques Karman d'Aubervilliers, a commencé la rédaction d'un texte alternatif et publié une ébauche intitulée « 36e congrès : Pour un PCF de combat, marxiste, populaire et rassembleur ! ». Ce processus aboutit à la publication d'un texte alternatif intitulé : « Unir les communistes pour un PCF de combat, marxiste, populaire et rassembleur ». Visible ici.
L'autre partie du réseau Faire Vivre et Renforcer le PCF, menée par Emmanuel Dang-Tran et la section Paris 15e du PCF, diffuse un appel pour rédiger un texte alternatif intitulé « 36e congrès du PCF : Ni abandon, ni effacement, un parti résolument communiste dans l’affrontement de classe ! ». Visible ici.
Chacun des trois textes alternatifs ayant réuni le nombre de signatures définies par les statuts du PCF, au moins 200 militants à jour de cotisation, ils seront tous soumis au vote des adhérents les 14 et 15 décembre 2012.

#### La réforme des statuts
Le 21 novembre 2012, le Conseil National adopte un projet de réforme des statuts du PCF qui doit être soumis au vote des délégués lors du congrès national à Aubervilliers. Les principaux changements induits par ce texte sont : une suppression du financement autonome des cellules (passage d'un système en quatre quarts national/fédération/section/cellule à un système en trois tiers national/fédération/section), un durcissement des conditions de dépôt des textes alternatifs ainsi que des listes alternatives aux congrès nationaux et départementaux, une moindre liberté d'expression publique des communistes et la possibilité pour le Conseil National de légiférer hors congrès par le biais d'un règlement intérieur. Cette réforme des statuts a été critiquée par les auteurs du texte alternatif no 2 qui la juge antidémocratique, ainsi que par les auteurs du texte alternatif no 1 qui l'ont qualifié de « bureaucratique ».

### Le vote sur la base commune

#### Demande de report
Le 3 décembre 2012, les signataires du texte alternatif no 3 demandent publiquement le report du vote. Dans une lettre ouverte à Pierre Laurent, secrétaire national et Jacques Chabalier, responsable à la vie du Parti, ils estiment que les documents du congrès sont envoyés trop tard pour que les adhérents puissent prendre connaissance des textes avant le 15 décembre 2012. Ils sont également appuyés dans cette demande par les auteurs du texte alternatif no 2 "Combattre l'austérité…". Ces appels resteront lettre morte de la part de la direction du PCF.

#### Résultats
| Texte | Résultat | Résultat |
| Texte | Voix     | %        |
| --- | -------- | -------- |
| « Il est grand temps de rallumer les étoiles - Humanifeste du Parti communiste à l'aube du siècle qui vient » Texte du Conseil national | 24 597   | 73,16 %  |
| « Unir les communistes pour un PCF de combat, marxiste, populaire et rassembleur » Texte alternatif 1                                   | 3 694    | 10,99 %  |
| « Combattre l'austérité, en finir avec le capitalisme » Texte alternatif 2                                                              | 3 378    | 10,05 %  |
| « Un parti résolument communiste dans l'affrontement de classe ni abandon ni effacement » Texte alternatif 3                            | 1 954    | 5,81 %   |
| |          |          |
| Inscrits | 64 184   | -        |
| Votants | 34 662   | 54 %     |
| Blancs ou nuls | 1 039    | 3 %      |
| Suffrages exprimés | 33 623   | 97 %     |

#### Analyse
Le nombre d'adhérents à jour de cotisation et de votant est en baisse depuis la consultation interne pour l'élection présidentielle de 2012 et le XXXIVe congrès. On comptait lors du vote 64 184 adhérents à jour de cotisation. Parmi eux, 34 662 ont pris part au vote, soit 54 % de participation.
La base commune proposée par le conseil national a été très largement approuvée par les adhérents communistes. Il faut remonter à 2001 pour retrouver un texte de la direction approuvé dans des proportions aussi larges.
Les tendances oppositionnelles sortent donc logiquement affaiblies de ce vote, perdant un tiers de leur poids. Les textes alternatifs 1 et 3, dont les animateurs et les signataires avaient soutenu un texte unique lors du XXXIVe congrès, passent de 24 % pour le texte « Faire vivre et renforcer le PCF, une exigence de notre temps » présenté en 2008 à moins de 17 % pour les deux textes présentés en 2012. Le texte alternatif 2, promu par les animateurs de La Riposte, obtient un peu plus de 10 % des suffrages exprimés, soit cinq points de moins que le texte soutenu par ce courant lors du précédent congrès.
Au niveau des fédérations, le texte proposé par le CN n'est mis en minorité que dans six départements : la Meurthe-et-Moselle, l'Orne, le Pas-de-Calais, la Haute-Saône, les Deux-Sèvres et le Tarn.
La stratégie du Front de gauche a été très largement approuvée, le texte du CN et le texte alternatif 2 y étant clairement favorables. Le résultat très faible du texte rejetant le plus vigoureusement cette stratégie, le texte alternatif 3, illustre cette tendance. Le soutien à cette stratégie regroupe cependant des positions diversifiées allant de la demande de transformer le Front de Gauche en force politique à l’affirmation de l'autonomie du PCF et le refus de l'adhésion directe au FG.
La question de l'Union Européenne divise elle aussi l'opposition, les textes 1 et 3 dénonçant l'illusion de l'Europe Sociale et mettant en discussion la sortie de l'Union Européenne et de la zone Euro tandis que le texte 2 bien que constatant la nature capitaliste de l'UE, dénonce comme nationaliste le fait de mettre en avant la sortie de la France de l'Union Européenne sans lui donner de contenu de classe.
La question du socialisme divise elle l'opposition et la majorité. Plusieurs fédérations ayant soutenu le texte majoritaire ont voté des amendements réaffirmant le "choix du socialisme".

## Déroulement du congrès

### Élection du Conseil National
|                | Liste commune présentée par Pierre Laurent | 624 | 100,00 |  |  |  |
|                |                                            |     |        |  |  |  |
| Votants        | Votants                                    | 716 | 100,00 |  |  |  |
| Blancs et nuls | Blancs et nuls                             | 92  | 12,85  |  |  |  |
| Exprimés       | Exprimés                                   | 624 | 87,15  |  |  |  |

## Membres de la direction
- Secrétaire national : Pierre Laurent
- Coordinateur de l'exécutif : Jean-Charles Nègre
- Présidente du Conseil national : Isabelle de Almeida
- Trésorier national : Jean-Louis Le Moing
- Porte-paroles : Olivier Dartigolles et Patrice Bessac
- Membres du Comité : Eliane Assassi, Caroline Bardot, Lydie Benoist, Marc Brynhole, Jacques Chabalier, Laurence Cohen, Pierre Dharréville, Yves Dicomili, Elsa Faucillon, Jean-Louis Frostin, Gilles Garnier, Frédérick Genévée, Jean-Luc Gibelin, Fabienne Haloui, Danielle Le Bail, Bob Injey, Patrick Le Hyaric, Émilie Lecrocq, Isabelle Lorand, Annie Mazet, Chrstine Mendelsohn, Francis Parny, Denis Rondepierre, Marine Roussillon, Lydia Samarbakhsh, Véronique Sandoval, Pascal Savoldelli, Nathalie Simonnet, et Marie-Pierre Vieu.